# 福山孝
福山 孝（ふくやま たかし、1958年2月14日 -2017年3月16日 ）は日本のピアニスト。愛知県名古屋市出身。
4歳よりピアノを始める。私立南山中学校・高等学校を卒業後、名古屋音楽大学へ進む。大学在学中にポーランド・ワルシャワ高等音楽院へ留学、教授のバーバラ・ムシンスカに師事し、ディプロマを授かる。名古屋音楽大学卒業後、英国トリニティー音楽院大学院へ留学、大学院修了後1984年に帰国。
1986年からは英国人の妻・福山カレンとの共演で2台ピアノや連弾のレパートリーを広げ、全国コンサートツアーを展開。また、器楽ソロ、声楽の伴奏ピアニストとしても活動していた。

## 略歴
- 1958年2月14日、元南山学園理事並びに南山中学校・高等学校学監であった父・福山徹、母・澤美の長男として生まれる。
- 4歳よりピアノを始める。佐藤和子、木村美鈴、都築昌子に師事。
- 名古屋音楽大学音楽学部音楽教育学科第一期生（卒業論文：幼児の音楽教育）。榊原きよみ、藤井賀寿恵に師事。
- ポーランド・ワルシャワ高等音楽院（現フレデリック・ショパン音楽院）留学。バーバラ・ムシンスカに師事。
- 1980年4月、名古屋・中電ホールにてデビューリサイタル
- 英国ロンドン・トリニティー音楽院大学院ピアノ科留学。アントニー・リンゼイに師事。
- 1982年、英国オックスフォード市ホリウェル音楽堂にてヨーロッパデビュー。
- 1983年、ヘイスティング音楽祭ショパン部門第1位。
- 1985年、帰国リサイタル
- 1986年より、福山カレンとともにピアノ連弾や2台のピアノによる秋のコンサートを開催。
- 2002年、演奏団体トゥレブル・クレフ第1回演奏会開催。
- 2003年7月、サマーコンサートツアー開催。
- 2003年12月、英国ヨークシャー・ビングリーにてリサイタル。
- 2004年7月、サマーコンサートツアー開催。
- 2004年10月、札幌にてリサイタル開催。
- 2004年10月、福山孝総社西小学校ライブコンサート開催。
- 2004年10月、NHK長野放送局出演。
- 2004年11月、名古屋にてリサイタル開催。
- 2005年7月、サマーコンサートツアー開催。
- 2005年5月、福岡県西方沖地震チャリティーコンサート主宰。
- 2005年7月、第1回名古屋ピアノコンクール主宰。
- 2005年9月、デビュー25周年記念リサイタルを東京、名古屋にて開催。
- 2005年10月、福山孝 幼児のためのコンサート&公開レッスン開催。
- 2005年11月、秋の演奏会ツアー（鹿児島、名古屋）にて開催。
- 2006年6月、NHK長野放送局出演。
- 2006年7月、第2回名古屋ピアノコンクール主宰。
- 2006年11月、八十二文化財団ロビーコンサート出演。
- 2006年11月、秋の演奏会ツアー（鹿児島、札幌、名古屋）にて開催。
- 2007年2月、福山孝&カレン愛知県飛島小学校ピアノライブ開催。
- 2007年5月、名古屋市天白文化小劇場芸術公演としてリサイタル[2]。
- 2007年7月、第3回名古屋ピアノコンクール主宰。
- 2007年11月、秋の演奏会ツアーを大阪、鹿児島、札幌、長野、岐阜、名古屋にて開催。
- 2008年7月、第4回名古屋ピアノコンクール主宰。
- 2008年11月、秋の演奏会ツアーを大阪、鹿児島[3]、札幌、長野、岐阜、横浜、名古屋にて開催。
- 2008年11月、福山孝&カレン信州新町小学校ピアノライブ開催。
- 2009年7月、第5回名古屋ピアノコンクール主宰。
- 2009年10月、名古屋市熱田文化小劇場街の音楽家シリーズコンサート「福山孝ピアノリサイタル」。
- 2009年11月、秋の演奏会ツアーを大阪、札幌、横浜、名古屋にて開催。
- 2010年7月、第6回名古屋ピアノコンクール主宰。
- 2010年11月、秋の演奏会ツアー（デビュー30周年記念）[4]を大阪、札幌、横浜、名古屋にて開催。
- 2011年3月、「福山孝ピアノリサイタル」を名古屋にて開催。
- 2011年7月、第7回名古屋ピアノコンクール主宰。
- 2011年11月、秋の演奏会ツアーを大阪、横浜、名古屋、札幌にて開催。
- 2012年2月、「福山孝ピアノリサイタル」を名古屋にて開催。
- 2012年7月、第8回名古屋ピアノコンクール主宰。
- 2012年11月、秋の演奏会ツアーを大阪、横浜、名古屋、札幌にて開催。
- 2013年5月、ソプラノ本島洋子とともに長野にてジョイントリサイタル開催。
- 2013年7月、第9回名古屋ピアノコンクール主宰。
- 2013年11月、秋の演奏会ツアーを大阪、札幌、名古屋、横浜にて開催。
- 2014年7月、第10回名古屋ピアノコンクール主宰。
- 2014年11月、秋の演奏会ツアーを大阪、札幌、名古屋、横浜にて開催。
- 2015年5月、雅楽多コンサート「薫風に乗せて」に出演。
- 2015年6月、第11回名古屋ピアノコンクール主宰。
- 2015年10月、福山孝&カレン愛知県柴田小学校ピアノライブ開催。
- 2015年11月、秋の演奏会ツアーを大阪、札幌、名古屋、横浜にて開催。
- 2017年3月、療養中にガンにより死去

## 名古屋青少年音楽コンクール（NYMC)
第1回は『レ・マーニ』ピアノコンクールとして開催。
第2回より名古屋ピアノコンクールと改称し、毎年7月に名古屋にて開催。
第10回より名古屋青少年音楽コンクールと改称。

## トゥレブル・クレフ
福山孝が主宰する演奏団体。アマチュアや学生、クラシック音楽愛好家による演奏会。『安価にクラシック音楽を楽しんでほしい。』、『発表会以上リサイタル未満』というコンセプトのもと、2002年より演奏活動。ピアノだけに限らず、いろいろなジャンルや楽器などを披露する演奏団体である。名古屋市を中心に演奏会が開催されるが、これまでに兵庫県尼崎市、大阪府大阪市、岐阜県白川町、長野県長野市などでの公演も行っている。
- 第1回　　トゥレブル・クレフ演奏会　緑文化小劇場・名古屋（2002年2月22日）
- 第2回　　トゥレブル・クレフ演奏会　アートピアホール・名古屋（2002年6月30日）
- 第3回　　トゥレブル・クレフ演奏会　熱田文化小劇場・名古屋（2002年10月22日）
- 第4回　　トゥレブル・クレフ演奏会　熱田文化小劇場・名古屋（2003年2月13日）
- 第5回　　トゥレブル・クレフ演奏会　天白文化小劇場・名古屋（2003年6月13日）
- 第6回　　トゥレブル・クレフ演奏会　熱田文化小劇場・名古屋（2003年10月17日）
- 第7回　　トゥレブル・クレフ演奏会　熱田文化小劇場・名古屋（2003年2月13日）
- 第8回　　トゥレブル・クレフ演奏会　天白文化小劇場・名古屋（2004年6月11日）
- 第9回　　トゥレブル・クレフ演奏会　尼崎市ピッコロシアター・兵庫（2004年9月1日）
- 第10回　トゥレブル・クレフ演奏会　天白文化小劇場・名古屋（2004年10月9日）
- 第11回　トゥレブル・クレフ演奏会　カフェ・トマセリ・名古屋（2005年2月20日）
- 第12回　トゥレブル・クレフ演奏会　広小路ヤマハホール・名古屋（2005年6月18日）
- 第13回　トゥレブル・クレフ演奏会　白川町町民会館・岐阜（2005年6月25日）
- 第14回　トゥレブル・クレフ演奏会　I.M.Y.ホール・名古屋（2005年12月10日）
- 第15回　トゥレブル・クレフ演奏会　熱田文化小劇場・名古屋（2006年2月14日）
- 第16回　トゥレブル・クレフ演奏会　長野県県民文化会館・長野（2006年7月7日）
- 第17回　トゥレブル・クレフ演奏会　熱田文化小劇場・名古屋（2006年12月1日）
- 第18回　トゥレブル・クレフ演奏会　熱田文化小劇場・名古屋（2007年12月7日）
- 第19回　トゥレブル・クレフ演奏会　熱田文化小劇場・名古屋（2008年9月26日）
- 第20回　トゥレブル・クレフ演奏会　熱田文化小劇場・名古屋（2009年2月26日）
- 第21回　トゥレブル・クレフ演奏会　熱田文化小劇場・名古屋（2010年10月23日）
- 第22回　トゥレブル・クレフ演奏会　熱田文化小劇場・名古屋（2011年10月29日）
- 第23回　トゥレブル・クレフ演奏会　長野市勤労者女性会館・長野（2011年10月29日）
- 第24回　トゥレブル・クレフ演奏会　熱田文化小劇場・名古屋（2012年8月10日）
- 第25回　トゥレブル・クレフ演奏会　熱田文化小劇場・名古屋（2013年9月21日）
- 第26回　トゥレブル・クレフ演奏会　レッスンホール・大阪（2015年7月11日）
- 第27回　トゥレブル・クレフ演奏会　熱田文化小劇場・名古屋（2015年7月31日）